# Senne Leysen
Senne Leysen (Tielen, 18 maart 1996) is een Belgisch wielrenner. Hij is de zoon van ploegleider en voormalig wielrenner Bart Leysen.

## Carrière
In 2012 werd Leysen nationaal kampioen tijdrijden voor nieuwelingen. Twee jaar later werd hij tweede in de wegwedstrijd, derde in de tijdrit en won hij de individuele tijdrit in de Driedaagse van Axel. Op het wereldkampioenschap werd hij twintigste in de tijdrit voor junioren.
Als eerstejaars belofte werd Leysen zesde op het nationale kampioenschap tijdrijden en won hij het jongerenklassement van de Ronde van Berlijn. Een jaar later, in 2016, werd hij onder meer tiende in zowel de Chrono Champenois als in de tijdrit voor beloften op het Europees kampioenschap.
In 2017 nam Leysen als nationaal kampioen deel aan de beloftentijdrit op het wereldkampioenschap. In Bergen eindigde hij, binnen anderhalve minuut van winnaar Mikkel Bjerg, als zesde. Eerder die maand had hij, als stagiair bij Lotto Soudal, deelgenomen aan de Ronde van Groot-Brittannië. In 2018 werd hij prof bij Veranda's Willems-Crelan.
In 2019 reed hij de gemengde ploegenestafette op de wereldkampioenschappen wielrennen, samen met Jan Bakelants, Frederik Frison, Sofie De Vuyst, Valerie Demey en Julie Van de Velde.

## Overwinningen
2012
 Belgisch kampioen tijdrijden, Nieuwelingen
2014
2e etappe Driedaagse van Axel
2015
Jongerenklassement Ronde van Berlijn
2017
 Belgisch kampioen tijdrijden, Beloften
2020
3e etappe Ronde van de Slag om Warschau 1920

## Resultaten in voornaamste wedstrijden
| Jaar | Ronde van Italië | Ronde van Frankrijk | Ronde van Spanje |
| ---- | ---------------- | ------------------- | ---------------- |
| 2018 |                  |                     |                  |
| 2019 |                  |                     |                  |
| 2020 |                  |                     |                  |
| 2021 | 101e             |                     |                  |
| 2022 | 118e             |                     |                  |
| 2023 | 91e              |                     |                  |

| Jaar | Milaan-San Remo | Gent-Wevelgem | Ronde van Vlaanderen | Parijs-Roubaix | Parijs-Tours |  | Wereldranglijsten |
| ---- | --------------- | ------------- | -------------------- | -------------- | ------------ |  | ----------------- |
| 2018 |                 | opgave        |                      | buit.tijd      | 75e          |  | 2035e (UWR)       |
| 2019 |                 | opgave        | 93e                  | opgave         |              |  | 1224e (UWR)       |
| 2020 | 105e            | opgave        |                      |                |              |  |                   |
| 2021 | 161e            |               |                      | opgave         | 38e          |  |                   |
| 2022 |                 |               |                      | 68e            |              |  |                   |
| 2023 |                 |               |                      |                |              |  |                   |

## Ploegen
- 2017 –  Lotto Soudal (stagiair vanaf 28-7)
- 2018 –  Veranda's Willems-Crelan
- 2019 –  Roompot-Charles
- 2020 –  Alpecin-Fenix
- 2021 –  Alpecin-Fenix
- 2022 –  Alpecin-Fenix
- 2023 –  Alpecin-Deceuninck
- 2024 –  Alpecin-Deceuninck

Armée · Bak · Benoot · Boeckmans · De Bie · De Buyst · De Clercq · De Gendt · Debusschere · Frison · Gallopin · Greipel · Hansen · Hofland · Maes · Marczyński · Mertz · Monfort · Roelandts · Shaw · Sieberg · Valls · Van der Sande · Vanendert · Vervaeke · Wallays · Wellens · Wouters · Leysen (stagiair) · Planckaert (stagiair) · Van Gompel (stagiair)
De Bie · De Bondt · De Witte · Devolder · Duijn · Godrie · Goolaerts · Kruopis · Leysen · Livyns · Merlier · Steels · Tanner · van Aert · Van Breussegem · Waeytens
Asselman · Boom · De Bie · De Witte · Duijn · M. Lammertink · Leysen · Livyns · Reinders · Riesebeek · Steels · Timmermans · Van Ginneken · Van der Lijke · Van Poppel · van Schip · Van Staeyen · Weening
Anderson · Bayer · De Bondt · del Carmen Alvarado · De Tier · De Vreese · Dillier · Eibl · Jans · Janssens · Krieger · Leysen · Meisen · Merlier · Meurisse · Modolo · Philipsen · Pieterse · Planckaert · Richardson · Rickaert · Riesebeek · Sbaragli · Sweeck · Taminiaux · Thwaites · Tulett · Vakoč · D. van der Poel · M. van der Poel · Vergaerde · Vermeersch · Vervaeke · Vine · Walsleben
Anderson · Ballerstedt · Bax · Bayer · De Bondt · De Tier · Dillier · Gaze · Gogl · Janssens · Krieger · Leysen · Mareczko · Merlier · Meurisse · Oldani · Philipsen · Planckaert · Rickaert · Riesebeek · Sbaragli · Stannard · Taminiaux · Thwaites · Van Den Bossche · D. van der Poel · M. van der Poel · Van Keirsbulck · Vermeersch · Vermote · Vine
Ballerstedt · Bayer · Conci · De Bondt · Dillier · Gaze · Ghys · Gogl · Groves · Hermans · Janssens · Kragh Andersen · Krieger · Leysen · Mareczko · Meurisse · Oldani · Osborne · Philipsen · Planckaert · Plowright · Rickaert · Riesebeek · Sbaragli · Sinkeldam · Stannard · Taminiaux · Van Den Bossche · van der Poel  · Vermeersch
Ballerstedt · Bayer · Boven · Conci · Dillier · Gaze · Ghys · Gogl · Groves · Hermans · Hollmann · Janssens · Kielich · Kragh Andersen · Laurance · Leysen · Meurisse · Osborne · Philipsen · Planckaert · Plowright · Rickaert · Riesebeek · Sinkeldam · Uhlig · Van Den Bossche · van der Poel  · Van Tricht · Vergallito · Vermeersch